# الفترة المصرية الانتقالية الثانية
الفترة المصرية الانتقالية الثانية هو الاسم الذي اطلقه علماء المصريات في القرن العشرين على الفترة ما بين نهاية المملكة الوسطى وحلول المملكة المصرية الحديثة، يعود تاريخ الفترة الانتقالية الثانية إلى الفترة من 1700 إلى 1550 ق.م  وهي الفترة التي انقسمت فيها مصر القديمة إلى سلالات أصغر للمرة الثانية. عرف هذا العصر بعصر الفوضى والإضمحلال الثاني، وفيه حكم مصر الملوك الرعاة أو ماعرف بالهكسوس واتخذوا من أواريس بشرق الدلتا عاصمة لهم، تشمل الفترة الانتقالية الثانية عمومًا الأسرة الثالثة عشر حتى الأسرة السابعة عشر ولأنهم كانوا حكاماً غير مصريين لم يسمهم المصريين بالفراعنة إنما أطلق على الحاكم منهم لفظ الملك.
تُعرف هذه الفترة بأنها الفترة التي أسس فيها شعب الهكسوس في غرب آسيا الأسرة الخامسة عشرة وحكموا من أواريس، والتي أسسها (وفقًا لكتاب مانيتون إيجيبتياكا)، ملك يُدعى ساليتيس.
يعتقد البعض، ضمن بضعة نظريات، ربطاً بالقصص الديني، أنه في عصر حكم الهكسوس لمصر حدثت مجاعة عالمية كان الفضل ليوسف بن يعقوب العبراني في حلها وعلى أثرها جاء بني إسرائيل إلى مصر وظلوا بها بالرغم من خروج الهكسوس الذين استقبلوهم بها حتى خرجوا منها في عصر الدولة الحديثة بزعامة النبي موسى في عصر الرعامسة.

## نهاية الدولة الوسطى
انتهت الأسرة الثانية عشرة في مصر في نهاية القرن التاسع عشر قبل الميلاد بوفاة الملكة سبك نفرو (1806-1802 قبل الميلاد). ومن الواضح أنها لم يكن لديها ورثة، مما تسبب في نهاية الأسرة الثانية عشرة فجأة، وبالتالي نهاية العصر الذهبي للمملكة الوسطى؛ وقد خلفتها الأسرة الثالثة عشرة الأضعف بكثير. احتفظت الأسرة الثالثة عشرة بمقر الأسرة الثانية عشرة، وحكمت من إيتجتاوي لمعظم فترة وجودها، ومع ذلك، ربما في عهد مرنفر رع آي، حولت عاصمتها إلى طيبة في أقصى الجنوب.

## الفترة الانتقالية الثانية
كانت السلالات التي حكمت خلال الفترة الانتقالية الثانية هي الأسرة الثالثة عشرة وحتى الأسرة السابعة عشرة.

### الأسرة الخامسة عشر

#### الهكسوس
تمت ترجمة اسم الهكسوس بواسطة يوسيفوس الذي كان يفحص سجلات بلاط مانيتون. يُترجم الاسم إلى معنيين مختلفين، الأول هو "الملوك الرعاة" والثاني هو "الرعاة الأسرى". هناك جدل مستمر حول ما إذا كان وجود الهكسوس في مصر يمثل غزوًا عسكريًا أم حركة هجرة جماعية من مكان ما في غرب آسيا.  أسس الهكسوس سلالتهم الحاكمة في مصر التي عرفت بالأسرة الخامسة عشرة.

#### أسرة أبيدوس
ربما كانت أسرة أبيدوس (حوالي 1640 إلى 1620 قبل الميلاد) سلالة محلية قصيرة العمر حكمت جزءًا من صعيد مصر خلال الفترة الانتقالية الثانية في مصر القديمة وكانت معاصرة للأسرة الخامسة عشرة والسادسة عشرة. ظلت أسرة أبيدوس صغيرة جدًا وحكمت أبيدوس أو ثينيس فقط. لا يُعرف سوى القليل جدًا عن أسرة أبيدوس لأنها كانت سلالة قصيرة العمر. بالرغم من أننا لدينا بعض أسماء الملوك التي تتعلق بأسرة أبيدوس إلا أن الأسماء تظهر في قائمة ملوك تورينو، لكنها لا تظهر في أي مصادر أخرى. تضم السلالة مؤقتًا أربعة حكام: ويب واوتيمساف، بانتجيني ، سنايب ، سينبكاي. انتهى عهد أسرة أبيدوس عندما وسع الهكسوس نفوذهم إلى صعيد مصر.

## إعادة التوحيد
في نهاية الفترة الانتقالية الثانية، وصلت الأسرة الثامنة عشرة إلى السلطة في مصر. أكمل أحمس الأول (أول ملوك الأسرة الثامنة عشرة) طرد الهكسوس من مصر وفرض هيمنته على الأرض. وبذلك بدأ فترة جديدة من الازدهار في مصر عرفت بالمملكة الحديثة.